# Palliduphantes gypsi
Espèce
Palliduphantes gypsi est une espèce d'araignées aranéomorphes de la famille des Linyphiidae.

## Distribution
Cette espèce est endémique d'Andalousie en Espagne,. Elle se rencontre dans la grotte cueva los APAS à Sorbas dans la province d'Almeria.

## Description
La femelle holotype mesure 2,22 mm.

## Publication originale
- Ribera, De Mas & Barranco, 2003 : Araneidos cavernícolas de la provincia de Almeria (I) y descripción de cuatro especies nuevas. Revista Ibérica de Aracnología, vol. 7, p. 3-17 (texte intégral).